# Asuka (Giappone)
Asuka (明日香村?, Asuka-mura) è un villaggio (村?, mura o anche son) del distretto di Takaichi, nella prefettura di Nara, in Giappone.
Al 29 febbraio 2012, il villaggio aveva una popolazione stimata di 6.035 abitanti e si estende su un'area di 24,08 km².
In questa zona sorgevano i palazzi dei sovrani di Asuka-kyō (飛鳥京?), che fu l'antica capitale imperiale a partire dal 485 d.C. fino al 694, durante i periodi della storia giapponese conosciuti come Kofun e Asuka.
Asuka può essere raggiunta con i treni della linea Kintetsu Yoshino dalle stazioni di Okadera o di Asuka, o con quelli delle linee Kintetsu Kashihara, Kintetsu Minami-Osaka e Kintetsu Yoshino alla stazione di Kashiharajingū-mae di Kashihara. In auto vi si arriva percorrendo l'autostrada nazionale nr. 169, che collega Kyoto con Nara.

## Storia
Asuka conserva parte delle rovine dei palazzi imperiali ed è una meta turistica. Il villaggio attuale è stato istituito nel 1956 con la fusione dei precedenti villaggi di Sakaai, Takechi ed Asuka (飛鳥村).
Nel 1966, Asuka fu proclamata "città storica", al pari di Kyoto, Nara e Kamakura. La legge relativa a questo status pone restrizioni alla costruzione nuovi edifici al fine di preservare i siti storici. Gli abitanti del luogo hanno dovuto rinunciare a costruire palazzi moderni, ma la legge Asuka del 1980 ha loro garantito sovvenzioni per contribuire a mantenere inalterato il paesaggio. Nel 1994 è terminata la costruzione del parco storico nazionale di Asuka, iniziata nel 1967.
Nel 1972, è stata rinvenuta una parete dipinta a murales nella tomba Takamatsuzuka, risalente al tardo periodo Asuka.

## Megaliti e kofun di Asuka
In diverse parti di Asuka sono venute alla luce megaliti di granito scolpite con bassorilievi. Il maggiore è quello denominato Masuda no Iwafune, di 11 metri x 7 ed alto 4,7. Le origini di tali pietre sono misteriose.
Vi sono anche diversi kofun, tipici tumuli antichi giapponesi in pietra, tra i quali il kofun Ishibutai, costruito con giganteschi massi, uno dei quali pesa 75 tonnellate. Si ritiene sia la tomba del potente statista Soga no Umako.

## Municipalità limitrofe
- Prefettura di Nara
  - Kashihara
  - Sakurai
  - Yoshino

## Amministrazione

### Gemellaggi
- Contea di Buyeo, Corea del Sud